# Onolimbu Raya
Onolimbu Raya is een bestuurslaag in het regentschap Nias Barat van de provincie Noord-Sumatra, Indonesië. Onolimbu Raya telt 790 inwoners (volkstelling 2010).